# Fjäderspröding
Fjäderspröding (Psathyrella canoceps) är en svampart som först beskrevs av Calvin Henry Kauffman, och fick sitt nu gällande namn av Alexander Hanchett Smith 1941. Fjäderspröding ingår i släktet Psathyrella och familjen Psathyrellaceae.  Arten är reproducerande i Sverige. Inga underarter finns listade i Catalogue of Life.